# Giường

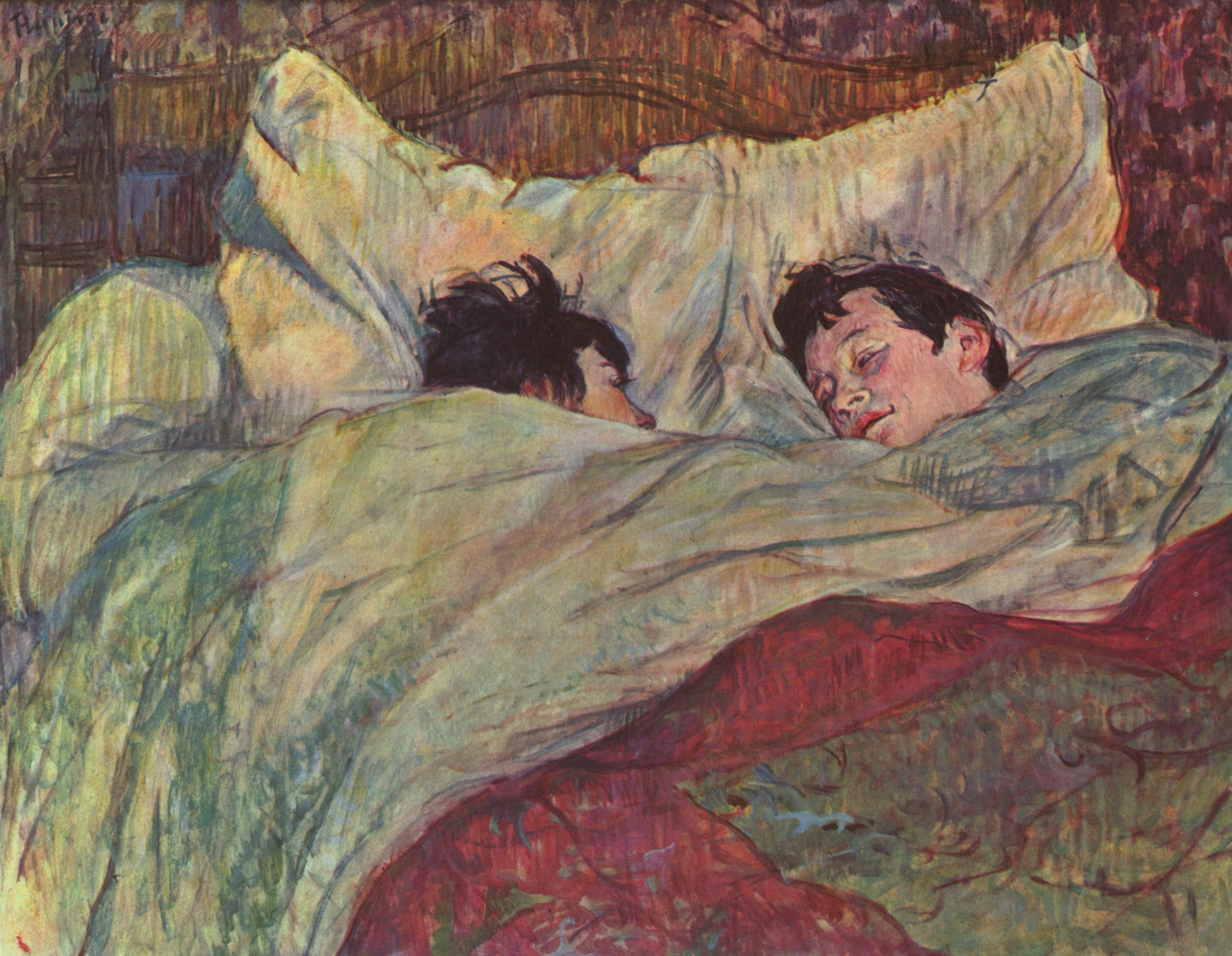
"The bed" vẽ bởi Toulouse-Lautrec (1893)

Giường là một đồ vật hay nơi chốn với cấu tạo chính bằng gỗ hay kim loại, bên trên có trải nệm mút, nệm lò xo hay vạc giường và chiếu. Giường được sử dụng làm nơi ngủ, nằm nghỉ ngơi hay nơi quan hệ tình dục.
Trên giường thường có gối kê, gối ôm, chăn...Trên giường còn có thể có màn ngăn muỗi đối với những khu vực có muỗi và côn trùng.
Cấu tạo của giường gồm bộ khung bằng gỗ, kim loại hay vật liệu khác.
Trong lịch sử, giường được đặt dưới mặt đất, bên trên có thể có các vật liệu tự nhiên như gỗ, rơm hay cỏ. Sau này giường được nâng lên khỏi tiếp xúc với mặt đất để tránh ẩm, bẩn và côn trùng. Tại Nhật Bản và Hàn Quốc, giường thường đặt trên sàn nhà bằng gỗ, bên dưới có hệ thống ống dẫn điều hoà nhiệt độ.

## Từ nguyên
Từ giường trong tiếng Việt bắt nguồn từ từ tiếng Hán thượng cổ 床 (có nghĩa là giường). William H. Baxter và Laurent Sagart phục nguyên âm tiếng Hán thượng cổ của từ 床 là /*k.dzraŋ/. Chữ Hán 床 có âm Hán Việt là sàng.
Phía trước giường cũng được gọi là sàng tiền.